# 漢加爾火山

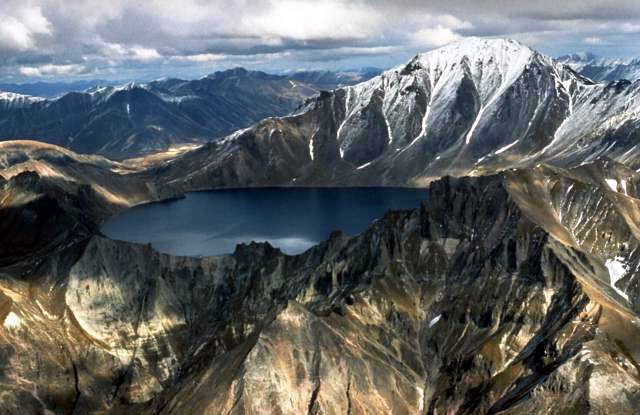
漢加爾火山

漢加爾火山是俄羅斯的火山，位於堪察加半島中部，屬於中部山脈的一部分，海拔高度約2,000米，破火山口寬2公里，最近一次火山噴發在公元1500年左右發生。